# Ocypodoidea
Ocypodoidea är en överfamilj av kräftdjur. Ocypodoidea ingår i ordningen tiofotade kräftdjur, klassen storkräftor, fylumet leddjur och riket djur. Enligt Catalogue of Life omfattar överfamiljen Ocypodoidea 43 arter. 
Kladogram enligt Catalogue of Life:
| Ocypodoidea | \| \| Ocypodidae \| \| \| \| \| \| Palicidae \| \| \| \| |
|             | \| \| Ocypodidae \| \| \| \| \| \| Palicidae \| \| \| \| |
|             | Ocypodidae                                               |
|             |                                                          |
|             | Palicidae                                                |
|             |                                                          |